# オーストリア帝国芸術科学勲章
オーストリア帝国芸術科学勲章（ドイツ語: k.u.k. Österreichisches Ehrenzeichen für Kunst und Wissenschaft）は、オーストリア＝ハンガリー帝国の勲章（名誉勲章）。 1887年8月18日にフランツ・ヨーゼフ1世がオーストリアとハンガリーの首相の同意の下、1835年にフェルディナント1世が創設した「芸術科学黄金メダル」に代わる栄典として創設した。

## 意匠
正章は外縁を黒い七宝の月桂冠に囲まれた金製の楕円形メダルである。正章と綬はオーストリア帝冠を象った金具で繋がれている。
正章表面には「FRANC·JOS·I·AVSTR-IMP·REX·BOH·ETC·ET·HVNG·REX·AP（フランツ・ヨーゼフ1世。オーストリア皇帝にしてボヘミアとハンガリーの王）」の刻印に囲まれ、右を向いて金羊毛騎士団の正装をまとったフランツ・ヨーゼフ1世の胸像が彫刻されている。
裏面には上部が開いた月桂冠に囲まれて勲章のモットー「LITTERIS ET ARTIBVS（文学と芸術に）」が刻印されているが、このモットーは現在のオーストリア科学芸術勲章にも受け継がれている。

## 佩用式
男性は正章を赤い中綬を用いて首から吊るし、女性は右胸に小綬を用いて佩用した。

## 受章者
自国民、外国人の区別なく受章できたが、1899年3月以降、存命の受章者の数は40人までという制限が課せられた。記録によれば、1918年の運用廃止までに自国民95名と外国人25名の受章者が確認できる。
受章者が亡くなった後、勲章は国家に返納される決まりがあった。

### 主な受章者
1887年8月18日の勲章創設時に以下の8名に授与された。
- ハインリヒ・フォン・アンゲリ - 画家
- アルフレート・フォン・アルネス（ドイツ語版） - 歴史家・政治家
- ジュラ・ベンツール - 画家
- ヨーゼフ・ヒルトル - 解剖学者・医師
- ヤン・マテイコ - 画家
- フランツ・ミクロシッチ - 言語学者
- ムンカーチ・ミハーイ - 画家
- テオドール・フォン・シッケル（ドイツ語版） - 歴史家・外交官

その後の主な受章者には、
- ヨハネス・ブラームス - 作曲家（1896年）
- エリサベタ・ア・ロムニェイ - ルーマニア王妃。「カルメン・シルヴァ」の筆名で作家としても活動。1896年9月28日にダイヤモンド付の特別な勲章が授与された。
- アントニン・ドヴォルザーク - 作曲家（1898年）
- ヘンリク・シェンキェヴィチ - 小説家（1900年）[3]

がいる。その他の受章者についてはこちらのリストを参照のこと。